# 本震
本震（ほんしん、英: main shock）とは、地震発生時にある地域で一定の期間内に連続して発生した地震のうち、最も規模の大きかったものを言う。前震・余震に対して使われる用語である。一連の「○○○（大）地震」は本震と余震を総合して言われる。

## 定義
地震学では顕著な前震活動がある場合を除いて、最初に発生した大きな地震を「本震」といい、それに引き続き発生する小さな地震は「余震」という。
一連の地震活動で最初に発生した地震が最大規模である地震発生様式を「本震－余震型」という。しかし、大きな地震の発生直後に一連の地震活動が本震－余震型（最初に発生した地震が最大規模である地震発生様式）であるかどうか見極めることは困難である。

## 本震を決めにくい地震
一般に一連の地震では他と比べて明らかに規模の大きな地震であるが、中には同じ程度の規模の地震が複数回発生して本震が決めにくいものがある。地震学的には本震が複数あると考えるか、規模の大きな前震や余震が発生したととらえるか、判断が分かれる。
- 2004年紀伊半島南東沖地震 - 9月5日にM7.2の地震、その約5時間後にM7.4の地震。
- 2004年新潟県中越地震 - 10月23日にM6.8の地震が発生した後、同じ日にM6.3、M6.5の地震が発生。10月27日にM6.1の地震。

## 防災情報での表現の問題点
2016年に発生した熊本地震で、気象庁は当初4月14日の最初の大きな地震（M6.5）を本震とみなして余震確率を発表したが、実際には16日にM7.3の地震が発生して時間経過とともに当初の地震活動域が拡大する経過をたどった。
2016年の熊本地震における地震の見通しに関する情報については次のような課題が指摘された。
1. 内陸地殻内で発生するM6.4以上の地震については、従来の本震－余震型（一連の地震活動において、最初に発生した地震が最大規模である地震発生様式）に対する余震確率評価手法（地震調査委員会、1998年）の判定条件が妥当ではなくなったこと[1]。
2. 「余震」という言葉には、最初の地震より規模が大きな地震や強い揺れは発生しないという印象を情報の受け手に与える可能性があること[1]。
3. 余震確率の値（確率値）が、通常生活の感覚からは、かなり低い確率であると解釈されてしまい、安心情報であると誤解された可能性があること[1]。

2016年8月の地震調査研究推進本部地震調査委員会の「大地震後の地震活動の見通しに関する情報のあり方」の報告書では、大地震の発生後にはその地震より規模の大きい地震が発生する可能性もあり、それを確実に予知することはできないため、地震活動への注意の呼びかけでは、さらに規模の大きな地震についての注意を怠ることのないよう「地震」という言葉が使用されるべきであるとしている。